# Баньякавалло
Баньякавалло (італ. Bagnacavallo) — муніципалітет в Італії, у регіоні Емілія-Романья,  провінція Равенна.
Баньякавалло розташоване на відстані близько 290 км на північ від Рима, 55 км на схід від Болоньї, 18 км на захід від Равенни.
Населення — 16 747 осіб (2014).
Щорічний фестиваль відбувається 29 вересня. Покровитель — святий Архангел Михаїл.

## Демографія
Населення за роками:

Станом на 1 січня 2023 року в муніципалітеті офіційно проживало 2120 іноземців з 78 країн, серед них 969 громадян країн Євросоюзу та 128 громадян України.

## Уродженці
- Стефано Торрізі (*1971) — італійський футболіст, захисник.

## Сусідні муніципалітети
- Альфонсіне
- Котіньола
- Фаенца
- Фузіньяно
- Луго
- Равенна
- Руссі